# Fasanentaube

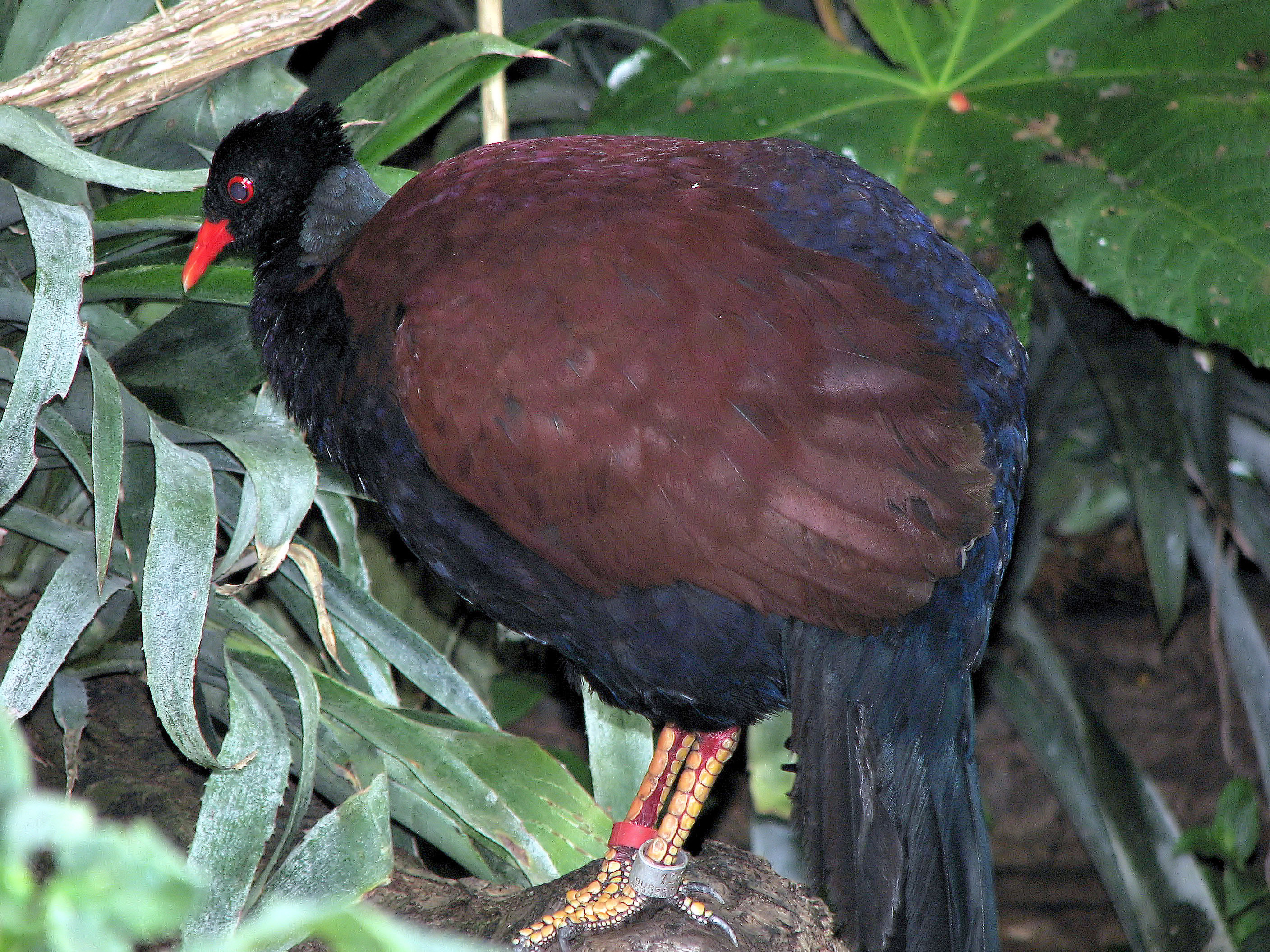
Bronzenackenfasantaube

Die Fasanentaube (Otidiphaps nobilis), auch Fasantaube oder Grünnacken-Fasantaube, ist eine Art der Taubenvögel. Sie ist die einzige Vertreterin der Gattung der Fasanentauben. Für die Art werden mehrere Unterarten unterschieden. Dies sind die Bronzenackenfasantaube (O. n. nobilis), die Graunackenfasantaube (O. n. cervicalis), die Weißnackenfasantaube (O. n. aruensis) und die Fergusson-Fasantaube (O. n. insularis). Diese unterscheiden sich deutlich im Gefieder.

## Erscheinungsbild & Merkmale
Die Fasanentaube erreicht eine Körperlänge von 50 Zentimetern. Sie ist damit etwa so groß wie ein kleines Haushuhn. In ihrer Gestalt erinnert sie an einen Fasan. Dies ist unter anderem auf den dachförmig getragenen Schwanz und die langen Beine zurückzuführen. Der Kopf dagegen ist taubentypisch. Ein Geschlechtsdimorphismus existiert nicht. Ausgewachsene Tiere von O. n. aruensis besitzen eine Körpermasse von durchschnittlich 475 g (w) bzw. 508 g (m).
Fasanentauben haben einen glänzend grünschwarzen und blauen Kopf. Der kleine Schopf wird nach hinten gerichtet getragen. Der Hinterhals ist bei der Nominatform bronzegrün bis türkis. Darunter befindet sich ein bronzefarbener Nackenfleck. Der Hals, die Brust und der Bauch sind dunkelgrün. Der Mantel, die Flügeldecken sowie der Rücken sind rotbraun. Die Oberschwanzdecken sind dunkelblau. Der Schnabel ist leuchtend rot. Die Iris ist orangerot.
Die Unterarten unterscheiden sich von der Nominatform vor allem durch die Farbe des Nackenflecks. Bei der Weißnackenfasantaube ist dieser weiß. Die Graunackenfasantaube hat einen grauen und die Fergusson-Fasantaube einen schwarzen Nackenfleck.
Fasanentauben haben in zoologischen Gärten oder Tierparks eine Lebenserwartung von bis zu 26 Jahren. Der Generationenabstand beträgt 6,6–6,8 Jahren.

## Verbreitung und Lebensraum
Die Bronzenackenfasantaube ist im Westen von Neuguinea beheimatet. Die Graunackenfasantaube kommt im Osten und Südosten dieser Insel vor. Die Weißnackenfasantaube gehört zur Avifauna der Aru-Inseln und die Fergusson-Fasantaube lebt ausschließlich auf der Fergusson-Insel. Fasanentauben sind Vögel ursprünglicher Urwälder und nutzen als Lebensraum überwiegend Gebirgswälder bis in eine Höhe von 1.600 Meter über NN. Die Populationsgrößen und Gefährdungskategorien (IUCN) unterscheiden sich innerhalb der Gattung Fasanentauben stark. Sie reichen von „nicht gefährdet“ für O. n. nobilis bis „vom Aussterben bedroht“ für O. n. insularis. Von letzterer, der schwarznackigen Fergusson-Fasanentaube, waren zuletzt 1882 zwei Exemplare gesammelt worden. Daher galt sie schon als ausgestorben, bis sie im September 2022 mit Hilfe einer Fotofalle wiederentdeckt wurde.

## Verhalten
Die Fasanentaube ist eine bodenbewohnende Taube. Sie baumt lediglich zum Schlafen auf niedrigen Ästen auf. Sie fliegt ansonsten sehr selten auf. Die Nahrung besteht nach jetzigen Erkenntnissen überwiegend aus Beeren und Insekten sowie deren Larven. Standortrufe werden von beiden Geschlechtern häufig vorgetragen und sind weit hörbar. Der Laut wird als ein stöhnendes c-o-o-o-o umschrieben.
Das Nest wird am Boden oder niedrig in Zweigen errichtet. Das Gelege besteht nur aus einem Ei. Bei O. n. aruensis hat dieses eine weiße Schale und misst ca. 4,4 cm × 3,1 cm. Die Brutzeit beträgt etwa 28 Tage. Die Jungvögel sind nach 28 bis 30 Tagen flügge.

## Systematik
Fasanentauben unterscheiden sich anatomisch von anderen Tauben. Ihre Verwandtschaft mit der Familie der Tauben (Columbidae) ist unsicher, wenn auch die Einordnung zu den Taubenvögeln unbestritten ist. Sie wird daher innerhalb der Familie der Tauben in die eigene Unterfamilie Otidiphabinae gestellt. Fasanentauben sind sehr hochbeinig, haben einen fasanenähnlich geformten Schwanz mit 20 bis 22 Federn und für eine Taubenart ihrer Größe ungewöhnlich kleine und abgerundete Federn. Die Unterschiede können darauf zurückzuführen sein, dass sich auf Neuguinea keine Hühnervögel finden. Die Fasanentaube besetzt hier die ökologische Nische eines Rebhuhns oder eines kleinen Fasans, während die größeren Krontauben die Nische eines großen Fasans, eines Raufußhuhns oder eines Truthahns ausfüllen.

## Haltung in menschlicher Obhut
Fasanentauben werden von Privatpersonen nur selten gehalten. Sie benötigen sehr geräumige und warme Volieren. In zoologischen Gärten werden – seit viele Zoos über große Tropenhallen verfügen und damit geeignete Haltungsvoraussetzungen haben – Fasanentauben häufiger gehalten. Zu den frühen Haltern der Fasanentaube zählte der Vogelpark Walsrode, in dem in den 1980er Jahren auch das Balzverhalten dieser Art ausführlicher beobachtet wurde. Auch der Frankfurter Zoo und der Kölner Zoo pflegen in ihren Freiflughallen Fasanentauben. Dem Frankfurter Zoo gelang bis gegen Ende der 1990er Jahre die Nachzucht von insgesamt 24 Fasantauben. Zuchterfolge wurden bei Individuen von O. n. aruensis noch bis zu einem Lebensalter von 13,4 (w) bzw. 19,9 Jahren (m) erzielt.

## Einzelbelege
1. ↑  vgl. beispielsweise Rösler, S. 242.
2. ↑   Beehler & Pratt: Birds of New Guinea, S. 73.
3. ↑  Rösler, S. 143.
4. 1 2  M. Sierra: Management of White-naped Pheasant Pigeon Otidiphaps nobilis aruensis at Barcelona Zoo. In: Int. Zoo Yb. Band 46, Nr. 1, 18. Januar 2012, S. 181–188, doi:10.1111/j.1748-1090.2011.00162.x.
5. ↑  White-naped Pheasant-pigeon. Attica Park Spata, archiviert vom Original (nicht mehr online verfügbar) am 26. Mai 2022; abgerufen am 19. November 2022 (englisch).
6. 1 2  S. Butchart, J. Ekstrom, A. Symes & J. Taylor: Green-naped Pheasant-pigeon Otidiphaps nobilis. BirdLife International, abgerufen am 19. November 2022 (englisch).
7. 1 2  H. Wheatley, D. Mitchell, S. Butchart et al.: Black-naped Pheasant-pigeon Otidiphaps insularis. BirdLife International, abgerufen am 19. November 2022 (englisch).
8. ↑  Jordan Rutter: Large pigeon lost to science for 140 years rediscovered in Papua New Guinea. American Bird Conservancy, 17. November 2022, abgerufen am 19. November 2022 (englisch).
9. 1 2  Rösler, S. 243.
10. ↑  Seit 140 Jahren nicht gesichtet: Fergusson-Fasanentaube wiederentdeckt auf www.artensterben.de, 18. November 2022
11. ↑  Daniel Lingenhöhl: Ein Wiedersehen nach 140 Jahren auf www.spektrum.de, 18. November 2022
12. ↑  David A. Oehler: Successful Propagation of the White-naped Pheasant Pigeon, Otidiphaps nobilis aruensis at the Cincinnati Zoo. In: The Journal of the Avicultural Society. Band 97, Nr. 3, 1991, S. 123–126 (researchgate.net [PDF]).
13. 1 2  Münst, S. 47.